# Cayo Sempronio Tuditano (pretor)
Cayo o Gayo Sempronio Tuditano  (m. 196 a. C.) fue un político y militar romano del siglo II a. C. perteneciente a la gens Sempronia.

## Carrera pública
Fue edil plebeyo en 198 a. C. y pretor en 197 a. C., cuando obtuvo la Hispania Citerior como provincia. Fue derrotado por los íberos en la revuelta íbera (197-195 a. C.), sufriendo grandes pérdidas y muriendo poco después a causa de las heridas recibidas en combate.